# Антоніо Ночеріно
Антоніо Ночеріно (італ. Antonio Nocerino, * 9 квітня 1985, Неаполь) — італійський футболіст, півзахисник клубу «Орландо Сіті».

## Клубна кар'єра
Вихованець юнацьких команд футбольних клубів «Ювентус» та «Авелліно», де перебував на умовах оренди з туринського клубу.
У дорослому футболі дебютував 2003 року виступами за команду клубу «Авелліно», в якій провів один сезон, взявши участь у 34 матчах чемпіонату. 
2004 року уклав контракт з клубом «Дженоа», втім в основному складі генуезької команди закріпитися не зміг і протягом 2006—2007 років на умовах оренди встиг пограти за команди клубів «Катандзаро», «Кротоне» та «Мессіна». Сезон 2006–07 провів у команді Серії B «П'яченца», а вже наступний сезон відіграв у складі «Ювентуса».
Своєю грою за «стару сіньйору» привернув увагу представників тренерського штабу клубу «Палермо», до складу якого приєднався 2008 року. Відіграв за клуб зі столиці Сицилії наступні три сезони своєї ігрової кар'єри. Більшість часу, проведеного у складі «Палермо», був основним гравцем команди.
До складу «Мілана» приєднався 2011 року. Відіграв за «россонері» 72 матчі в національному чемпіонаті. На початку 2014 року на умовах оренди став гравцем англійського «Вест Гем Юнайтед».

## Виступи за збірні
2004 року дебютував у складі юнацької збірної Італії, взяв участь у 7 іграх на юнацькому рівні.
Протягом 2004–2007 років залучався до складу молодіжної збірної Італії. На молодіжному рівні зіграв у 26 офіційних матчах.
2008 року захищав кольори олімпійської збірної Італії. У складі цієї команди провів 11 матчів, був учасником футбольного турніру на Олімпійських іграх 2008 року у Пекіні.
2007 року дебютував в офіційних матчах у складі національної збірної Італії. Наразі провів у формі головної команди країни 15 матчів.
| Дата       | Місто   | Господарі | Результат | Гості             | Турнір            | Голи | Примітки |
| ---------- | ------- | --------- | --------- | ----------------- | ----------------- | ---- | -------- |
| 17/10/2007 | Сієна   | Італія    | 2 – 0     | ПАР               | товариський матч  | -    |          |
| 25/03/2011 | Любляна | Словенія  | 0 – 1     | Італія            | Відбір до ЧЄ 2012 | -    |          |
| 29/03/2011 | Київ    | Україна   | 0 – 2     | Італія            | товариський матч  | -    |          |
| 03/06/2011 | Модена  | Італія    | 3 – 0     | Естонія           | Відбір до ЧЄ 2012 | -    |          |
| 07/06/2011 | Льєж    | Італія    | 0 – 2     | Ірландія          | товариський матч  | -    |          |
| 10/08/2011 | Барі    | Італія    | 2 – 1     | Іспанія           | товариський матч  | -    |          |
| 07/10/2011 | Белград | Сербія    | 1 – 1     | Італія            | Відбір до ЧЄ 2012 | -    |          |
| 11/10/2011 | Пескара | Італія    | 3 – 0     | Північна Ірландія | Відбір до ЧЄ 2012 | -    |          |
| 11/11/2011 | Вроцлав | Польща    | 0 – 2     | Італія            | товариський матч  | -    |          |
| Усього     |         | Матчів    | 9         |                   | Голів             | 0    |          |

## Титули і досягнення
- Віце-чемпіон Європи: 2012